# 384 до н. е.

## Події
- по Хебризелму Одриський цар Котіс.

## Народились
- Аристотель — давньогрецький універсальний вчений, філософ і логік.
- Демосфен — давньогрецький оратор, логограф, політичний діяч.